# (17265) Debennett
(17265) Debennett est un astéroïde de la ceinture principale.

## Description
(17265) Debennett est un astéroïde de la ceinture principale. Il fut découvert le 6 mai 2000 à Socorro (Nouveau-Mexique) par le projet LINEAR. Il présente une orbite caractérisée par un demi-grand axe de 2,30 UA, une excentricité de 0,13 et une inclinaison de 3,9° par rapport à l'écliptique.

## Compléments